# Halsnæs kommun
Halsnæs kommun (danska: Halsnæs Kommune) är en kommun på norra Själland i Region Hovedstaden i östra Danmark. Den har en yta på 121,19 km², varav vatten 20 km² och hade 30 798 invånare 2007.  
Kommunens största orter är Frederiksværk och Hundested. 
Halsnæs kommun bildades vid danska kommunreformen 2007 genom en sammanslagning av Frederiksværk kommun och Hundested kommun. Kommunens namn blev antaget vid en vägledande folkomröstning 2007. Under det första året var namnet "Frederiksværk-Hundested Kommune", Danmarks längsta kommunnamn.